# Silverdale (Nouvelle-Zélande)
La ville de Silverdale est une localité située dans l’île du Nord de la Nouvelle-Zélande.

## Situation
Elle est localisée à approximativement 30 km au nord de la cité d’Auckland, sur la berge nord du fleuve Weiti et siège à l’ouest de la péninsule de Whangaparaoa.

## Toponymie
Elle était autrefois appelée «Wade» (une corruption de Weiti), mais fut ensuite renommée en «Silverdale» en 1911 à cause des nombreux arbres réputés du secteur à cette époque et aussi parce qu’elle est située dans un vallon.

## Accès
La route State Highway 1/S H 1 passe à l’ouest du village via l’Autoroute nord d’Auckland. 
L’ancienne « State Highway 1» court du sud-ouest vers le nord-est à travers le village et est maintenant désignée comme la route State Highway 17 (en). 
Elle passe aussi à travers la ville d'Orewa et celle de Waiwera avant de rejoindre la route State Highway 1 au niveau de la terminaison de l’autoroute sud au niveau de la ville de Puhoi.

## Population
La population de Silverdale et de ses environs était de 2 070 habitants lors du 2006 Recensement de la population en Nouvelle-Zélande), en augmentation de 459 habitants par rapport au recensement de 2001.

## Éducation
- L’école de Silverdale est une école primaire allant de l'année 1 à 8 avec un taux de décile de 9 et un effectif de 166 élèves[3].

L’école fut fondée en 1869, et se déplaça sur son site actuel à la fin de l’année 2006.
- L’école "Stella Maris" est une école primaire intégrée au système d’état, allant de l'année 1 à 8, avec un taux de décile de 10 et un effectif de 288 élèves[6].

Cette école catholique ouvrit au début de l’année 2005.
Les deux écoles sont mixtes.